# Prusionki Małe
Prusionki Małe (Małe Prusionki) – jezioro wytopiskowe w Polsce, położone w mezoregionie Bory Tucholskie, w kompleksie leśnym Borów Tucholskich, w województwie pomorskim, w powiecie kościerskim, w gminie Stara Kiszewa, w pobliżu wschodniego krańca Wdzydzkiego Parku Krajobrazowego.

## Opis
Jezioro położone jest na północ od Jeziora Wielkie Prusionki, zachód od Jeziora Krąg i wsi Konarzyny oraz na wschód od trasy magistrali węglowej Maksymilianowo-Kościerzyna-Gdynia.

## Hydronimia
Według urzędowego spisu opracowanego przez Komisję Nazw Miejscowości i Obiektów Fizjograficznych (KNMiOF) opublikowanego przez Główny Urząd Geodezji i Kartografii (GUGiK) i udostępnionego na stronach Komisja Standaryzacji Nazw Geograficznych (KSNG) nazwa tego jeziora to Prusionki Małe. W różnych publikacjach i na mapach topograficznych jezioro to występuje pod nazwą Małe Prusionki.

## Dane morfometryczne
Powierzchnia zwierciadła wody według różnych źródeł wynosi od 5,5 ha do 6,76 ha.
Zwierciadło wody położone jest na wysokości 131,9 m n.p.m..